# Hannah Kunz
Hannah Kunz (* 11. Januar 2005) ist eine deutsche Radrennfahrerin, die auf der Straße und auf der Bahn aktiv ist. Sie gilt als gute Zeitfahrerin.

## Sportlicher Werdegang
2022, in ihrem ersten Jahr als Juniorin stand Kunz bereits mehrfach auf dem Podium der Deutschen Meisterschaften, bei den Straßenradsport-Europameisterschaften 2022 gewann sie mit der Mixed-Staffel die Silbermedaille, bei den Bahnradsport-Weltmeisterschaften die Bronzemedaille in der Mannschaftsverfolgung. In der zweiten Saison fuhr sie insgesamt vier nationale Titel ein, zwei auf der Bahn in der Einerverfolgung und Mannschaftsverfolgung sowie beide Titel auf der Straße. Von den Straßenradsport-Europameisterschaften 2023 kehrte sie mit der Bronzemedaille im Einzelzeitfahren sowie erneut mit der Silbermedaille in der Mixed-Staffel zurück, bei den Straßenradsport-Weltmeisterschaften 2023 belegte sie den sechsten Platz im Einzelzeitfahren. Bei den Bahnradsport-Weltmeisterschaften verpasste sie sowohl in der Einerverfolgung als auch mit dem Team in der Mannschaftsverfolgung mit jeweils neuem deutschen Rekord als Vierte nur knapp die Medaillenränge.
Mit dem Wechsel in die U23 wurde Kunz zur Saison 2023  Mitglied im UAE Development Team. Bei den Vier-Länder-Meisterschaften 2024 sicherte sie sich als beste deutsche Fahrerin den U23-Titel im Straßenrennen. International blieb sie in ihrer ersten Saison ohne vordere Platzierungen.

## Ehrungen
Bei der Wahl zum Radsportler des Jahres 2023 gewann Kunz in der Kategorie Juniorinnen/Junioren.

## Erfolge

### Straße
2022
- Junioren-Europameisterschaften – Mixed-Staffel

2023
- Deutsche Junioren-Meisterin – Straßenrennen und Einzelzeitfahren
- Junioren-Europameisterschaften – Mixed-Staffel
- Junioren-Europameisterschaften – Einzelzeitfahren

2024
- Deutsche U23-Meisterin – Straßenrennen

### Bahn
2022
- Junioren-Weltmeisterschaften – Mannschaftsverfolgung (mit Magdalena Fuchs, Justyna Czapla, Seána Littbarski-Gray und Jette Simon)

2023
- Deutsche Junioren-Meisterin – Einerverfolgung und Mannschaftsverfolgung

2025
- U23-Europameisterschaft – Mannschaftsverfolgung (mit Seána Littbarski-Gray, Messane Bräutigam, Pia Grünewald und Selma Lantzsch)